# Steinbach (Odenbach)
Der Steinbach ist ein gut vier Kilometer langer orographisch rechter Zufluss des Odenbaches im rheinland-pfälzischen Landkreis Kaiserslautern auf dem Gebiet der zur Verbandsgemeinde Otterbach-Otterberg gehörenden Ortsgemeinde Niederkirchen.

## Geographie

### Verlauf
Der Steinbach entspringt auf einer Höhe von 390,8 m ü. NHN in der zwischen dem zum Niederkirchener Ortsbezirk Heimkirchen gehörenden Wohnplatz Holbornerhof im Westen und der Ortsgemeinde Heiligenmoschel im Südosten liegenden Flur Im Franzoseneck. Seine Quelle liegt innerhalb der Gemarkung Heimkirchen in einer landwirtschaftlich genutzten Zone am nördlichen Fuße des Reiserberges (460 m) und am nordöstlichen Fuße der Anhöhe Galgen (444 m) direkt an der Gemeindegrenze von Niederkirchen zu Heiligenmoschel.
Der Bach fließt zunächst begleitet von Kleingehölz im Abstand von etwa 40 m zur Gemeindegrenze knapp einen halben Kilometer in nordöstlicher Richtung durch ein geschütztes Biotop mit einem schmalen Feuchtgrünlandstreifen, welcher durch Ackerland begrenzt wird, am nordwestlichen Fuße des Buchborns (414,7 m), dem Nordsporn des Reiserberges, entlang und richtet dann seinen Lauf nach Norden aus. Dort haben sich die Feuchtwiesen und auch Feuchtwiesenbrachen stark ausgeweitet. Ungefähr 250 m bachabwärts wird er bei einem Fischweiher auf seiner linken Seite vom kleinen Gehlbach gespeist.
Weiterhin von starkem standortgerechten Ufergehölz begleitet zieht der Bach nun in westnordwestlicher Richtung zunächst etwa 250 m durch Felder. Danach grenzt sein Bett links an intensiv genutztes Grünland und rechts an einem kleinen Hangwald. Ungefähr 70 m südwestlich der Kreisstraße 32, welche ihn nun bis Heimkirchen begleiten wird, fließt ihm auf seiner rechten Seite der aus dem Nordosten kommende Nedinger Bach zu. Der Steinbach fließt dann südlich eines unter Naturschutz stehenden Eichenmischwaldes entlang und erreicht danach den Südzipfel des Dorfes Heimkirchen, wo er auf seiner linken Seite von dem aus dem Süden heranziehenden Holborner Bach gestärkt wird.
Der Steinbach läuft nun westlich der von Häusern gesäumten Brunnenstraße (K 31) am Ortsrand des Dorfes entlang. In der Dorfmitte mündet dann auf seiner linken Seite der aus Nordosten heranfließende Bornbach. Der Steinbach zieht danach begleitet von starkem Bewuchs durch eine Grünzone zwischen dem Nordhang eines mit einer geschützten Streuobstwiese bewachsenen Hügels und dem Südrande der Ortschaft entlang. Bei der Flur Am Hahneberg wechselt er die Gemarkungsgrenze von Heimkirchen nach Niederkirchen. Er wird in der Flur Am Bächel auf seiner rechten Seite von dem aus dem Nordnordostenen kommenden Elsbach gespeist.
Der Steinbach zieht weiterhin von Büschen und Bäumen gesäumt südlich der Heimkircher Straße (K 31) durch die Wiesen der Flur Am Bächel am Rand des rechtsodenbachischen Siedlungsbereiches der Gemeinde Niederkirchen entlang. Er verschwindet danach verrohrt in den Untergrund und mündet schließlich nach einem Lauf von etwa 4,2 km südlich der Landesstraße 382 (Talstraße) unterirdisch verdolt auf einer Höhe von 252 m ungefähr 40 m östlich des Rathauses und gut 20 m nördlich der Einmündung des Weilerbaches von rechts in den aus dem Süden kommenden Odenbach.
Der Steinbach mündet nach etwa 4,2 km langem Lauf mit mittlerem Sohlgefälle von etwa 33 ‰ rund 139 Höhenmeter unterhalb seiner Quelle.

### Einzugsgebiet
Das Einzugsgebiet des Steinbachs liegt innerhalb der Gemarkung der Ortsgemeinde Niederkirchen und hat eine Größe von 9,9 km². Es gehört im Oberlauf zum Naturraum Lichtenberg-Höhenrücken und im Mündungsbereich zu den Moschelhöhen. Beide Naturräume sind Untergruppierungen des Nordpfälzer Berglandes und somit Teil des Saar-Nahe-Berglandes.
Die höchste Erhebung des Einzugsgebietes ist der Reiserberg im Süden des Quellgebietes mit einer Höhe von 460 m.
Weitere nennenswerte Anhöhen sind der Sternberg (455,3 m) im Sternwald, die Anhöhe Galgen (444 m), südöstlich des Holborner Hofes, der Rothenberg (441,8 m), südwestlich von Seelen, der Pfaffenkopf (441,6 m), südwestlich der Karlshöhe, der Gemeindeberg (436,1 m), der Steinkopf (429 m), nordöstlich des Frankenhofes, der Elkenkopf (426,8 m), südwestlich des Holborner Hofes, der Heimkirchen Berg  (424 m), nordwestlich von Heiligenmoschel, der Hesselberg  (413,1 m) südlich von Reichsthal und der Eulenberg (396 m), nördlich des Amoshofes.
Das Gebiet des Steinbachs grenzt im Nordwesten an den Einzugsbereich des kleinen Oderbachzuflusses Kohlgraben und im Norden konkurriert der Nußbach, der längste Zufluss des Odenbaches. Im Osten wird sein Einzugsgebiet von der Moschel und ihren Zuflüssen den Messersbach und den Pfaffenbach und im Süden von den Odenbachzufüssen Kirschgraben, Sellbach und Baierbach begrenzt.
Der größte Teil seines Einzugsgebietes wird durch sandig-lehmige Äcker und Wiesen geprägt. Die Hänge der Hügel sind teilweise von Wald bewachsen. Im Einzugsbereich des Steinbachs liegt im Osten der zur Gemarkung Heimkirchen gehörende Weiler Karlshöhe und der zur Ortsgemeinde Heiligenmoschel gehörende Frankenhof. Im Süden das ebenfalls in der Gemarkung Heimkirchen liegende Dörfchen Holbornerhof und nordwestlich davon der Amoshof. Am Unterlauf des Baches liegt das Dorf Heimkirchen und in seinem Mündungsbereich die Ortsgemeinde Niederkirchen.

### Zuflüsse
Im Folgenden werden die Zuflüsse des Steinbachs in der Reihenfolge von der Quelle zur Mündung genannt, die von der Wasserwirtschaftsverwaltung Rheinland-Pfalz geführt werden. Angegeben ist jeweils die orographische Lage der Mündung, die Länge, die Größe des Einzugsgebiets, die Höhenlage der Mündung und die Gewässerkennzahl.
| Name           | Lage   | Länge in km | EZG in km² | Mündung                                     | Mündungshöhe in m ü. NHN | GKZ       |
| -------------- | ------ | ----------- | ---------- | ------------------------------------------- | ------------------------ | --------- |
| Gehlbach       | rechts | 000,3000    | 0000,0000  | westlich von Heiligenmoschel-Frankenhof     | 35700000                 | 254682-?? |
| Nedinger Bach  | rechts | 001,1000    | 0000,9000  | ostsüdöstlich von Niederkirchen-Heimkirchen | 33100000                 | 254682-12 |
| Holborner Bach | links0 | 000,9000    | 0001,5000  | südlich von Heimkirchen                     | 29300000                 | 254686-14 |
| Bornbach       | rechts | 001,7000    | 0002,0000  | in Heimkirchen                              | 28000000                 | 254686-2  |
| Elsbach        | rechts | 001,7000    | 0001,9000  | in Niederkirchen                            | 26400000                 | 254686-92 |

Anmerkungen zur Tabelle
1. ↑  Gewässerkennzahl, in Deutschland die amtliche Fließgewässerkennziffer mit zur besseren Lesbarkeit eingefügtem Trenner hinter dem Präfix, das einheitlich für den allen gemeinsamen Vorfluter Steinbach steht.

## Daten
Der Steinbach entwässert über den Odenbach, den Glan, die Nahe und den Rhein in die Nordsee. Der Höhenunterschied von seiner Quelle bis zu seiner Mündung beträgt 138,8 m, was bei einer Lauflänge von 4,19 km einem mittleren Sohlgefälle von 33,1 ‰ entspricht. Sein Einzugsgebiet trägt mit seiner Größe von 9,856 km² etwa 11,5 % zum Einzugsgebiet des Odenbaches (85,956 km²) bei.

## Geologie
Der Oberlaufbereich des Steinbachs liegt im Rotliegenden des Permokarbons in der Oberen Glan-Subgruppe. Die Sedimentschicht besteht im oberen Teil aus roter, konglomeratischer Arkose der Oberkirchen-Formation, darunter liegen Wechsellagerungen aus grauem Ton-, Silt- und Sandsteinen. Es kommen auch Tuff und Kalkstein vor. Der Bereich seines Unterlaufs wird durch Magmatisches Gestein der Nahe-Subgruppe des Permokarbons geprägt. Es kommen dort basaltischer Andesit und tholeyitisches Basaltgestein sowie eine grauschwarze, feinkörnige Matrix aus Plagioklasen, etwas Pyroxen und Einsprenglinge aus zumeist alterierten Olivinen vor.

## Natur und Umwelt

### Gewässergüte und -struktur
Die Gewässerstruktur des Steinbaches ist in seinem Oberlauf mäßig bis deutlich verändert. Im Bereich zwischen den Einmündungen des Bornbaches und des Elsbaches schwankt die Güte zwischen stark, sehr stark bis vollständig verändert. Bei seinem Unterlauf sind die Veränderungen stark bis deutlich und sein Mündungsbereich wurde vollständig geändert.
Seine Gewässergüte wird im Unterlauf als gering belastest (Gewässergüteklasse I-II) eingeschätzt.

### Biotope
Das Tal des Steinbachs ist ein wertvoller Lebensraum für viele Tier- und Pflanzenarten. In ihm liegen drei artenreiche und schutzwürdige Biotope.
Im Quellbereich des Steinbaches liegt das Biotop Quellgebiet des Steinbaches östlich Holbornerhof mit der Gebietsnummer: BK-6412-0177-2009. Das Biotop ist insgesamt etwa 1,4 ha groß. In dem bedeutsamen Bachauengebiet liegen schmale Feuchtwiesen und Feuchtwiesenbrachen mit wertvollen Kleingehölzen. Der Bach wird dort von Eschen und Sal-, Asch- sowie Korb-Weiden gesäumt. In der Krautschicht wachsen Gelbe Schwertlilien, Bachbungen, Flutender Schwaden und Unbeachtete Igelkolben sowie Weiße Strauß- und Schilfgräser. In den Feuchten Hochstaudenfluren kommt der Geflügelte Braunwurz, der Gemeine Blutweiderich, das Zottige Weidenröschen, die Gemeine Waldsimse, die Echte Zaunwinde, der Bittersüße Nachtschatten, die Flatterbinse, der Sumpfhornklee und das Echte Mädesüß vor.
Im Bereich östlich von Heimkirchen befindet sich das etwa 5,7 ha große Trittsteinbiotop Hang östlich Heimkirchen mit der Gebietsnummer BK-6412-0276-2009. Es beherbergt einen örtlich bedeutsamen und strukturreichen Hang mit Eichenmischwald, Felswänden, Streuobstwiesen und Hecken. Im Bereich der Strauchhecken gedeihen in der Kräuterschicht die Brombeeren, der Gemeine Beifuß und der Wiesenbärenklau. In der Strauchschicht wächst der Süßkirschenbaum und die Hunds-Rose sowie der Eingriffelige Weiß- und der Schlehdorn. In den Streuobstwiesen stehen Zwetschgen- und Apfelbäume und unten am Boden gedeiht die Wiesenschafgarbe, der Kleine Odermennig, die Wilde Möhre und der Gewöhnliche Glatthafer. Auf den dort vorkommenden natürlichen Silikatfelsen wächst die Weiße Lichtnelke, der Wirbeldost, die Skabiosen-Flockenblume, der Gemeine Natterkopf, das Aufgeblasene Leimkraut, die Zypressenwolfsmilch und die Mehlige Königskerze, sowie das Frühlingsfinger- und das Gemeine Bitterkraut.
Das dritte Biotop liegt westlich von Heimkirchen und ist etwa 9,0 ha groß. Es heißt Streuobstwiesen W Heimkirchen und hat die Gebietsnummer BK-6412-0270-2009. Die dortigen auf einen Nordhang gelegenen Obstwiesen sind parallel zum Hang angelegt und haben zum Teil baumheckenartigen Charakter. Diese Obstbaumbestände von örtlicher Bedeutung sind ein strukturreicher und auch kulturhistorisch wertvoller Lebensraum, in welchen auch Höhlenbrüter nisten können. In der Streuobstwiese stehen Birn-, Zwetschgen-, Äpfel- und Süßkirschbäume, sowie Stieleichen und auch der Schlehdorn und die Hundsrose kommen dort vor. Unten in der Krautschicht wächst der Pyrenäen-Storchschnabel, die Rapunzel-Glockenblume, der Gewöhnliche Glatthafer, die Brombeere und die Große Brennnessel.